# Pass Out of Existence
Pass Out of Existence – pierwszy album studyjny metalowej amerykańskiej grupy muzycznej Chimaira wydany 2 października 2001 roku przez wytwórnię Roadrunner Records. 
Dwa utwory ("Sphere" i "Paiting The White Grey") pochodzą z poprzedniego wydawnictwa, This Present Darkness.

## Lista utworów
1. "Let Go" – 3:51
2. "Dead Inside" – 3:45
3. "Severed" – 3:16
4. "Lumps" – 3:54
5. "Pass Out of Existence" – 3:24
6. "Abeo" – 1:44
7. "Sp Lit" – 3:12
8. "Painting the White to Grey" – 4:44
9. "Taste My..." – 4:02
10. "Rizzo" – 4:38
11. "Sphere" – 4:20
12. "Forced Life" – 3:46
13. "Options" – 3:50
14. "Jade" – 13:56

## Twórcy
- Mark Hunter – śpiew
- Rob Arnold – gitara
- Jason Hager – gitara
- Jim LaMarca – gitara basowa
- Chris Spicuzza – keyboard, śpiew
- Andols Herrick – perkusja